# Добре (гмина)
Добре (пол. Dobre) — сельская гмина (волость) в Польше, входит как административная единица в Миньский повет, Мазовецкое воеводство. Население — 5962 человека (на 2004 год).

## Демография
| Перепись                       | Всего   | Всего | Женщины | Женщины | Мужчины | Мужчины |
| ------------------------------ | ------- | ----- | ------- | ------- | ------- | ------- |
| Единицы                        | человек | %     | человек | %       | человек | %       |
| Население                      | 5962    | 100   | 2899    | 48,6    | 3063    | 51,4    |
| Плотность населения (чел./км²) | 47,8    | 47,8  | 23,2    | 23,2    | 24,5    | 24,5    |

## Сельские округа
1. Адамув
2. Антонина
3. Бжозовица
4. Чарноцин
5. Чарноглув
6. Добре
7. Духув
8. Дроп
9. Генсянка
10. Грабняк
11. Глембочица
12. Ячевек
13. Йоанин
14. Конты-Боруча
15. Кобылянка
16. Макувец-Малы
17. Макувец-Дужы
18. Марцелин
19. Мленцин
20. Модецин
21. Нова-Весь
22. Осенчизна
23. Порембы-Нове
24. Порембы-Старе
25. Покшивник
26. Радошина
27. Ракувец
28. Ромбеж-Колёня
29. Руда-Пневник
30. Рудно
31. Рудзенко
32. Рыня
33. Сонхоцин
34. Солки
35. Свидрув
36. Валентув
37. Вулька-Чарногловска
38. Вулька-Кокося
39. Вулька-Мленцка
40. Вулька-Кобыляньска

## Соседние гмины
1. Гмина Якубув
2. Гмина Калушин
3. Гмина Корытница
4. Гмина Станиславув
5. Гмина Страхувка
6. Гмина Вежбно